# Армия освобождения Чамерии
Армия освобождения Чамерии (алб. Ushtria Çlirimtare e Çamërisë, сокращённо UÇÇ) — националистическая группа на территории Албании, выдвигающая претензии к греческому Эпиру. По данным полиции Греции, она связана с армией освобождения Косова и армией национального освобождения — вооружёнными формированиями, которые состоят из этнических албанцев и действуют в Сербии и Северной Македонии.
В 2001 году АОЧ в видеообращении, сделанном в интернете, заявила, что целью её формирования является «защита» этнических албанцев, проживающих в Чамерии, права которых, по мнению Армии освобождения Чамерии, не соблюдаются. В действительности все чамские албанцы были выдворены из Греции в Албанию в 1944 году за сотрудничество с немцами и зверства по отношению к греческому населению (см. Расстрелы в Парамитья).
Во время визита президента США Буша в Тирану 10 июня 2007 делегация Армии освобождения Чамерии передала ему письмо с требованиями о возвращении изгнанных из Греции чамских албанцев и возвращения им имущества. Подобные письма также были отправлены в посольства США в Риме и Тиране.
В 2001 году полиция Греции заявила, что АОЧ состоит примерно из 30—40 албанцев. Правительство Албании официально не оказывает поддержку Армии освобождения Чамерии.